# Euterwaschmittel
Ein Euterwaschmittel ist eine Arzneiform, die als Tierarzneimittel Anwendung findet. Euterwaschmittel liegen üblicherweise als Lösung vor und können entweder aus einem Konzentrat oder aus einem Zitzentauchmittel oder Zitzenspray hergestellt werden. Das Euterwaschmittel wird vor der Anwendung von Zitzentauchmittel oder Zitzenspray genutzt. Dabei wird es auf Euter und Zitzen aufgesprüht, um Verunreinigungen oder Reste von Kot zu entfernen.